# Sajncho Namčylak

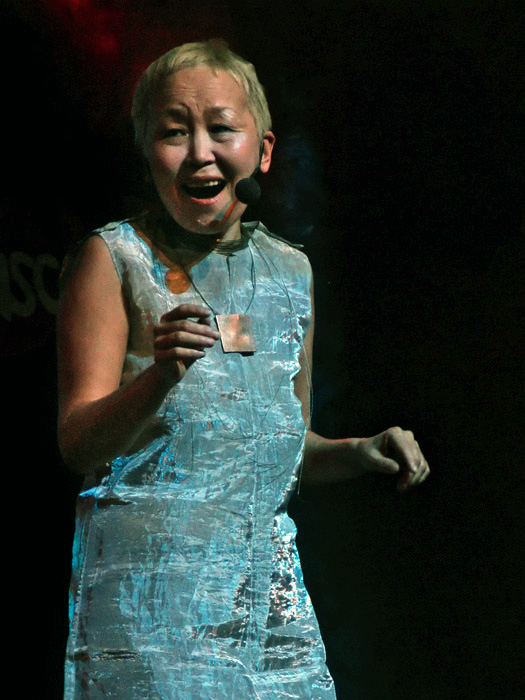
Sainkho Namtchylak (2004)

Sajncho Namčylak, spesso traslitterato Sainkho Namtchylak (in russo Сайнхо Намчылак?; Pestunovka, 11 marzo 1957), è una cantante russa, attualmente residente in Austria.

## Biografia
È nata in un villaggio della repubblica ex sovietica di Tuva, nella Siberia meridionale, vicino al confine con la Mongolia.
Entrambi i genitori erano insegnanti. Ha studiato musica al conservatorio locale e ha completato gli studi a Mosca, diplomandosi in canto all'Istituto Gnesinskij.
Ha studiato inoltre le tradizioni siberiane lamaiste e sciamaniche, così come gli stili Tuvani di canto armonico.
Ha esordito come cantante folk con il Tuvan State Folk Ensemble, poi ha cominciato a farsi conoscere all'estero con canzoni proprie raccolte sotto il titolo "Out of Tuva".
Nel 1988 Sainkho ha iniziato a lavorare con altri musicisti in Unione Sovietica, cercando di fondere le tradizioni etniche di Tuva con uno stile moderno e sperimentale. Ha fatto parte del complesso jazz di San Pietroburgo "Tri-O" insieme con Sergej Letov (sassofono), Arkadij Kiričenko (tuba) e Aleksandr Aleksandrov (fagotto), suscitando l'attenzione della stampa occidentale per l'incredibile virtuosismo vocale e l'aspetto esotico.
La notizia che nel 1997 sarebbe stata aggredita da un gruppo neonazista russo che la lasciò in coma per due settimane o che sarebbe stata operata per un tumore cerebrale maligno è stata definitivamente smentita da Sainkho stessa in un'intervista. In ogni caso il 1997 ha segnato un cambiamento nella sua carriera: da allora vive fra Vienna e Dublino e si dedica alla sua carriera concertistica.
Nel 1998 pubblica il disco Naked Spirit che vince in Germania il "Deutscher Schallplattenpreis".
Nel 2006 pubblica il suo primo libro con cd audio allegato Karmaland.
Nel 2013 inizia una collaborazione con lo sperimentatore vocale e polistrumentista Mauro Tiberi e tiene un concerto presso la Chiesa di San Giorgio in Velabro in Roma all’interno della rassegna I Canti Misterici curata dallo stesso Mauro Tiberi.
Nel 2015 collabora con il sassofonista sardo Enzo Favata e il suo Decoder Quartet. 
Nell’Aprile 2017 prosegue la sua collaborazione con Mauro Tiberi, a valle di un seminario organizzato dall’associazione Alterjinga a Torino, dove entrambi effettuano docenze sulle tecniche del Canto Armonico, presentando uno spettacolo performativo sul viaggio di Marco Polo.
Nel 2018 realizza un tour italiano in duo con Mauro Tiberi che in alcune date prevede la contaminazione con l’elettronica data la presenza del produttore chitarrista Alex Marenga (Amptek), progetto denominato “Urban Tribe”.
Nel 2021, nel Festival della Biodiversità di Milano, apre lo sleeping  concert degli Enten Hitti (gruppo di ricerca e sperimentazione musicale) cantando e improvvisando con l'ensemble.

## Discografia essenziale
- Lost Rivers (1987)
- Out Of Tuva (1993)
- Time Out (1997) CD 004 Ponderosa Music & Art - www.ponderosa.it
- Letters (1997)
- Naked Spirit  (Amiata Records, ARNR 2298, Firenze 1998)
- Stepmother City (2001) CD 003 Ponderosa Music & Art - www.ponderosa.it
- Aura (2001) 3-CD 005 Ponderosa Music & Art - www.ponderosa.it
- Who Stole The Sky (2003) CD 016 Ponderosa Music & Art - www.ponderosa.it
- Cyberia (2011)  2-CD 087 Ponderosa Music & Art - www.ponderosa.it
- Like A Bird Or Spirit, Not A Face (2016) CD 131 Ponderosa Music & Art - www.ponderosa.it